# DivX
DivX är en kodek för att spela upp filmer, skapad av DivX Networks. DivX kan både koda och spela upp filmerna. DivX använder sig av MPEG4-teknik. I jämförelse med MPEG2-teknik, som dvd använder sig av, så kan DivX-codecen göra filmens storlek betydligt mindre.
DivX har blivit ett populärt format, och många DVD-spelare klarar av att spela upp formatet. DivX är ett stängt format, däremot släpptes 2001 en open source-version som kallades OpenDivX som senare blev grunden för det motsvarande öppna MPEG4-formatet XviD.
DivX ska inte blandas ihop med DIVX, ett numera nerlagt system i USA för att hyra dvd-filmer.